# Night Time Is the Right Time
The Night Time (Is the Right Time) – bluesowa piosenka z 1937 autorstwa Roosevelta Sykesa, pierwotnie nagrana przez niego pod pseudonimem The Honey Dripper. W 1957 utwór zarejestrował Nappy Brown, a rok później na rynek trafił singiel z wersją Raya Charlesa. Utwór pojawił się także na albumie Ray Charles at Newport. Piosenka w jego wykonaniu zajęła miejsce 95. na amerykańskiej liście Hot 100 Billboardu. W zestawieniu utworów R&B utwór uplasował się na pozycji piątej. Własną wersję nagrała także Aretha Franklin, która trafiła na album Aretha Now! (1968).

## Wersje innych wykonawców
- Creedence Clearwater Revival
- Joss Stone
- Eddie Boyd
- Tina Turner
- The Rolling Stones
- The Sonics
- Rufus Thomas(inne języki) i Carla Thomas
- Lulu
- James Brown